# Srah Reang (gmina)
Srah Reang – gmina (khum) w północno-zachodniej Kambodży, w południowej części prowincji Bântéay Méanchey, w dystrykcie Môngkôl Borei. Stanowi jedną z 13 gmin dystryktu.

## Miejscowości
Na terenie gminy położonych jest 9 miejscowości:
- Ta In Muoy
- Ta In Pir
- Krouch
- Chamkar Chek
- Srah Reang
- Ta Chan
- Kouk Srok
- Kouk Chrab
- Kouk Krasang